# Маттео Мартарі
Маттео Мартарі (італ. Matteo Martari, нар. 12 грудня 1983, Верона, Італія) — італійський актор.

## Життєпис
Маттео Мартарі народився у м. Верона 12 грудня 1983 року.
Закінчив готельне училище та п'ять років пропрацював у місцевій пекарні.
В 21- річному віці актор переїхав до Мілану та почав працювати там моделлю для багатьох модних будинків: «Prada», «Moschino», «Mash», «Franklin & Marshall», «Woolrich та Diesel».
Однак пристрасть Мартарі до акторської майстерності не згасала і спонукала його відвідувати театральну школу «Квеллі ді Грок» у Мілані.
В 2012 році він дебютував у театрі, зігравши у виставі «Ангел зійшов до Вавилону» режисера Фернанди Калаті. Наступного року Маттео повернувся на сцену з театральною виставою «Єрма» Мауріціо Сальвалаліо
.
В 2014 році він дебютував як актор у веб-серіалі «Під серією», заснованому на книзі Джулії Губелліні та знятому Іваном Сільвестріні разом з Джанмарко Тоньяцці, Джорджо Коланжелі та Валентиною Белле.
У вересні веб-серіал був представлений на фестивалі «Roma Web Fest», де отримав 7 нагород.
В 2015 році Мартарі дебютував у кіно у ролі Гвідо в комедії «Щастя — це складна система» режисера Джанні Заназі. Того ж року він приєднався до основного акторського складу телесеріалу «Не вбиває» у ролі поліцейського Андреа Руссо, роль, яку він знову зіграє у 2017 році у другому сезоні серіалу.
В 2016 році знявся в міні-серіалі Rai 1 TV «Luisa Spagnoli» режисера Лодовіко Гаспаріні в ролі Джованні Буйтоні. Також у 2016 році Маттео знявся в телесеріалі «Сотня до кінця», що транслювався на каналі Fox.
В 2017 році він знявся у двох серіалах для Rai 1: «Un passo dal cielo 4», у ролі Альберта Кросса, відомого як «Майстер», і «Sotto Copertura 2 — La raccolta di Zagaria», у ролі віце-квестора Франческо Візентіна, режисер Джуліо Манфредонія. Також у 2017 році актор повернувся на великий екран із двома фільмами. Він знявся разом із Матильдою Джолі у фільмі «2 ночі» режисера Івана Сільвестріні та у фільмі «Молодий Годар» (Le redoutable) режисера Мішеля Азанавічуса.
В 2018 році Маттео зіграв Луїджі Тенко в телефільмі «Фабріціо де Андре — Принцип ліберо» режисера Луки Факкіні. Також на Rai 1 він знявся у другому сезоні серіалу «I bastardi di Pizzofalcone» у ролі магістрата Дієго Буффарді режисера Алессандро Д'Алатрі. Восени того ж року він був частиною основного акторського складу 2-го сезону серіалу «Медічі», де зіграв флорентійського банкіра Франческо де Пацці.
В 2019 році знявся в телесеріалі Canale 5 «Non mentire» режисера Джанлуки Марії Тавареллі та на Rai 1 у 5 сезоні Un passo dal cielo, знову в ролі Альберта Кросса. У тому ж році повернувся на великий екран, знявшись у фільмі «La dea fortuna» режисера Ферзана Озпетека.
В 2020 році Маттео зіграв разом з Крістіаною Капотонді в міні-серіалі Rai 1 «Bella da morire» режисера Андреа Молайолі, де він виконав роль інспектора Марко Корві. У листопаді того ж року він знявся у кримінальному серіалі «L'Alligatore» , що транслювався на Rai 2, режисерами якого були Даніеле Вікарі та Емануеле Скарінгі.
В червні 2021 року актор став одним із головних героїв фільму «День і ніч» режисера Даніеле Вікарі, експерименту з дистанційного кіно, знятого в умовах розумного режиму роботи під час локдауну (весна 2020 року), у якому 8 акторів грали з дому, а за ними дистанційно стежив режисер. У вересні того ж року на Rai 1 він знову зіграв роль антимафіозного магістрата Дієго Буффарді у фільмі режисера Моніки Вулло. У жовтні на Rai 1 він є серед головних героїв телесеріалу «Куорі» режисера Ріккардо Донни.
В 2022 році він знявся у двох фільмах, одному для Netflix, а іншому для Sky: перший — «Quattro metà» режисера Алессіо Марії Федерічі, а другий — «(Не)досконалі злочинці» режисера Алессіо Марії Федерічі, в якому він зіграв роль Джино Віанелло.
В 2023 році він знявся у фільмі «Le ragazze non piangono» режисера Андреа Зуліані в ролі Леле.
У жовтні 2023 року на телеканалі Rai 1 він став одним із головних героїв 2-го сезону серіалу «Cuori», знову режисера Ріккардо Донни. В грудні 2023 року він став одним із головних героїв поліцейського трилера «Альтер Его», знятого виключно в Тічино, режисерами якого були Ерік Бернасконі та Роберт Ральстон. Також у грудні він знявся у другому сезоні серіалу «Odio il Natale» режисера Лаури Кьоссоне.
З вересня до грудня 2023 року він знімався для телеканалу Rai у проєкті «Libera» режисера Джанлуки Маццелли. У той же час він почав зніматися, знову ж таки для Rai, у серіалі «Prima di Noi» режисерів Даніеле Лукетті та Валії Сантелли.

## Фільмографія

### Кіно
- La felicità è un sistema complesso,  Gianni Zanasi (2015)
- 2night,  Ivan Silvestrini (2017)
- Молодий Годар, Michel Hazanavicius (2017)
- Fabrizio De André - Principe libero,  Luca Facchini (2018)
- La dea fortuna,  Ferzan Özpetek (2019)
- Il giorno e la notte,  Daniele Vicari (2021)
- Quattro metà,  Alessio Maria Federici - фільм Netflix (2022)
- (Im)perfetti criminali,  Alessio Maria Federici (2022)
- Le ragazze non piangono,  Andrea Zuliani (2023)

### Телебачення
- Non uccidere – serie TV, 36 епізодів (2015-2018)
- Hundred to Go, regia di Nicola Prosatore – miniserie TV, 5 епізодів (2016)
- Luisa Spagnoli, regia di Lodovico Gasparini – мінісеріал TV (2016)
- Un passo dal cielo – serie TV, 18 епізодів (2017)
- Sotto copertura – serie TV, 8 епізодів (2017)
- I Medici - Lorenzo il Magnifico (Medici: The Magnificent) – serie TV, 8 епізодів (2018)
- I bastardi di Pizzofalcone – serie TV, 7 епізодів (2018-2021)
- Non mentire – serie TV, 6 епізодів (2019)
- Bella da morire – serie TV, 8 епізодів (2020)
- L'Alligatore – serie TV, 8 епізодів (2020)
- Cuori – serie TV, 28 епізодів (2021-in corso)
- Alter Ego – serie TV, 6 епізодів (2023)
- Odio il Natale – serie TV, епізоди 2x02 (2023)
- Brennero – serie TV (2024)
- Libera – serie TV (2024)
- Prima di Noi – serie TV (2024)
- Maschi veri – serie TV (2025)

### Веб-серіал
- Under - The Series, Ivan Silvestrini (2014)

### Короткометражні фільми
- Modalità arbitraria, Michele Giamundo, Massimo Trognoni (2015)

### Театр
- Un angelo è sceso a Babilonia, regia F. Calati (2012)
- Yerma, regia M. Salvalalio (2013)

### Відеокліпи
- Apnea di Emma (2024)
- Dobbiamo fare luce di Gianni Morandi (2017)

### Аудіокниги
- Camere separate di Pier Vittorio Tondelli (2022)

## Нагороди
- Figari Film Fest 2021 – Premio Beatrice Bracco al miglior attore rivelazione per L'Alligatore
- Candidatura al Cinema Veneto “LEONE DI VETRO” come miglior attore protagonista per L'Alligatore